# Eric Löwenthal
Eric Bengt Göran Löwenthal, född 3 juli 1966 i Stockholm, är en svensk komiker. 
Löwenthal debuterade 2001 som ståuppkomiker på Norra Brunn. Han har även arbetat som skådespelare och medverkade 2005 i julkalendern En decemberdröm i Sveriges Television och 2004 i farsen Funny Money av Ray Cooney på Näs slott. 
Hösten 2014 hade han premiär på sin första stora soloshow Fadern – I Faderns, Sonens & Försäkringskassans namn, som handlar om att vara far till en 23-årig son med en grav utvecklingsstörning. Föreställningen har rönt uppmärksamhet och tagits emot väl. Fadern blev inför Svenska Standupgalan 2015 nominerad som Årets Föreställning, och Eric Löwenthal fick som skapare av Fadern samma höst pris på Störd och Stoltgalan som Årets Stördaste Komiker. I april 2016 sändes Fadern på Sveriges Television.